# كريستوفر فيرغسون (عالم نفس)
كريستوفر فيرغسون (بالإنجليزية: Christopher Ferguson)‏ هو عالم نفس أمريكي، ولد في 1950.

## وصلات خارجية
- الموقع الرسمي